# Марін Ґолемінов
Марін Петров Ґолемінов – болгарський композитор, музичний критик, диригент, педагог і громадський діяч, академік, лауреат премії Ґотфріда фон Гердера.

## Життєпис та творчість
Народився в Кюстендилі. Його батько Петро Големінов — адвокат з Прилепа. Коли Маріну було 7 років, його родина переїхала до містечка Горна Джумая (сьогоднішній Благоєвград). Брав уроки з теорії музики.
У 1927 році вступив до Національної музичної академії в Софії, де вивчав скрипку, камерну музику та теоретичні музичні дисципліни.
У 1931–1934 роках вивчав композицію в Парижі (Scola Cantorum) у відомого французького композитора і педагога Вінсента д'Анді, а також диригування у Марселя Лейба. Брав уроки у відомого композитора Пола Дюка в «Ecole Normal». Закінчив «Школу Канторум» із золотою медаллю.

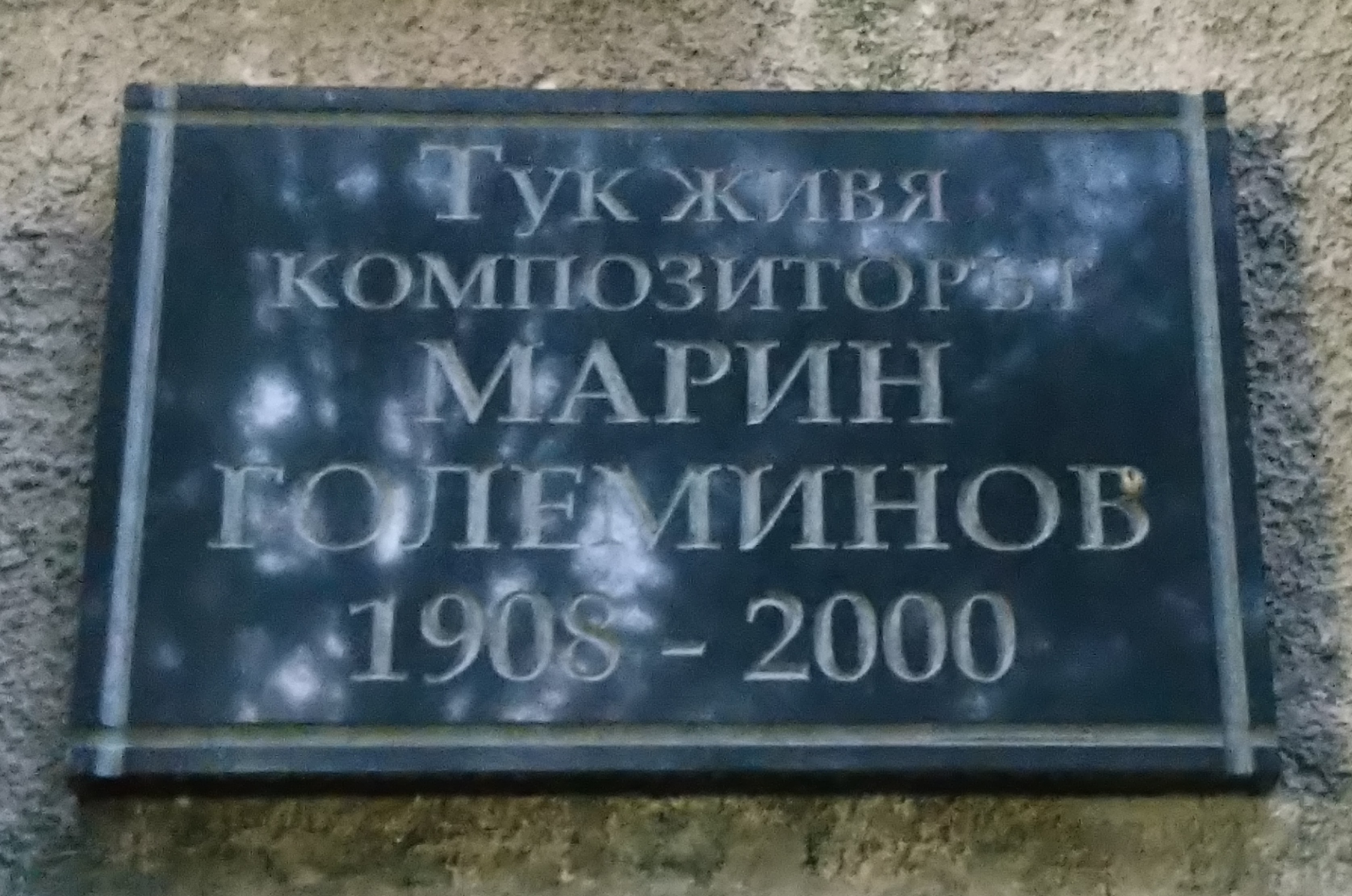
Меморіальна дошка Маріна Ґолемінова на фасаді його будинку в Софії, вул. Бузлуджа, 45

Після повернення до Болгарії (1934) Марін став членом Товариства болгарських композиторів «Сучасна музика». Він був учителем музики в Першій та Другій середній школі для хлопчиків у Софії. Викладач Академії музики з 1936, доцент (з 1943) і професор (з 1947) композиції та оркестрування.
У 1930 Марін дав свій перший авторський концерт. У 1934 написав «Перший струнний квартет», першу хорову акапельну пісню «Божевільний путівник» Пенчо Славейкова (нагороджений на конкурсі слов'янських хорових колективів у Белграді).
У 1936 одночасно брав участь як виконавець у квартеті «Аврамов», керував концертами камерного оркестру на «Радіо Софія», для якого написав кілька сюїт («Балкан», «Гайдар», «Сюїта з 5-ти македонських народних пісень») «Другий струнний квартет» та ін.
Спеціалізувався на композиторській роботі у професора Йозефа Хааса та диригуванні у доктора Кнапе (1938–1939) у Мюнхені, Німеччина. Закінчив (1940) танцювальну драму «Нестинарка», вперше поставлену в Софійській національній опері в 1942.
У 1940-х Ґолемінов створив значні твори: «Симфонічні варіації на тему про Добрі Христова», вірш для баса з оркестром за текстом Асена Разцветникова «Сільська пісня», Третій струнний квартет «Староболгарський», «Другий духовий квінтет», «Прелюдія і токката» для фортепіано з оркестром (у 1954 додав ще одну середню партію «Арія»), «Прелюдія для віолончелі та фортепіано», «П'ять етюдів для струнного квартету», «Концерт для віолончелі та оркестру», опера «Івайло» (лібрето Магда Петканова), «Шість мініатюр на народні пісні» для струнного квартету, «Три народні пісні» для басу та оркестру, «Мала сюїта» для сольного альта, «Поема для партизанів» (симфонічний оркестр), "П'ять вражень для фортепіанного соло, «Молодіжні сторінки» (фортепіанні твори, хорові та сольні пісні).
У 1960 — 1970-х рр. XX століття Ґолемінов створив «Концерт для струнного квартету і струнного оркестру» (1963), «Дитячу симфонію» (1963), дві симфонії «Мир у світі» (1967, 1969–1970), духове тріо для гобоя, кларнета та фагота, «Три мініатюри» для сопрано та камерного оркестру на слова Весни Парун, Четвертий струнний квартет — «Мікро квартет» (1967), кантата «Батько Паїсій» (для хору, солістів та оркестру), «Природа» (п'ять імпресій для вокалу та фортепіано за текстом Стефана Гечева), «Концерт для скрипки та оркестру» (1968–1969), опера «Художник Захарій» (лібрето П. Спасова), танцювальна драма «Дочка Калояна» (лібрето) В. Консулова та П. Луканова), ораторія «Титан» (за текстом Божидара Божилова, присвячена 90-річчю від дня народження Георгія Димитрова), фортепіанний концерт (1975), сьомий струнний квартет (1977), Четверта симфонія — «Шопофонія» (1977–1978), «Квінтет для мідних інструментів» (1978).
У 1980-х роках XX століття Ґолемінов створив «Концерт для струнного оркестру» (1980), оперу «Фракійські ідоли» (лібрето Ст. Дічева), «Симфонічні враження від картин майстра» (для високого вокалу та симфонічного оркестру, текст Георгія Струмського, 1981–1982), диптих для флейти з оркестром (1982), восьмий струнний квартет (1983).
Вів активну музично-педагогічну діяльність. Ректор Болгарської державної консерваторії (1954–1956), директор Софійської національної опери (1965–1967). Представник Болгарії на «Трибуні композитора» при ЮНЕСКО.
У 1983 в Кюстендилі було організоване урочисте святкування з нагоди 75-річчя Ґолемінова.

## Нагороди та відзнаки
Почесний громадянин Кюстендила (1983), почесний громадянин Старої Загори (1977), почесний громадянин Софії.
Лауреат премії Гердера (1976). Кавалер Ордена мистецтв і культури (Ordre des Arts et des Lettres).
Доктор хоноріс кауза Національної музичної академії (Софія) та Академії музики і танцю (Пловдив).

## Більш відомі музичні твори
Марін Ґолемінов створив цінні твори в різних галузях музики — симфонічні, вокально-інструментальні, камерні, музично-сценічні та інші твори, серед яких виділяються:
- Івайло — опера (1959)
- Художник Захарія — опера (1972)
- Фракійські ідоли — опера (1981)
- « Пожежник» — балет (1940)
- « Донька Калояни» — балет (1974)
- Золотий птах — музична казка (1961)
- «Сільська пісня», «Титан» — вокально-інструментальні твори
- п'ять струнних квартетів, концерт для віолончелі та оркестру, концерт струнного квартету та струнного оркестру, хорові пісні, 2 симфонії.